# Wannseekonferensen

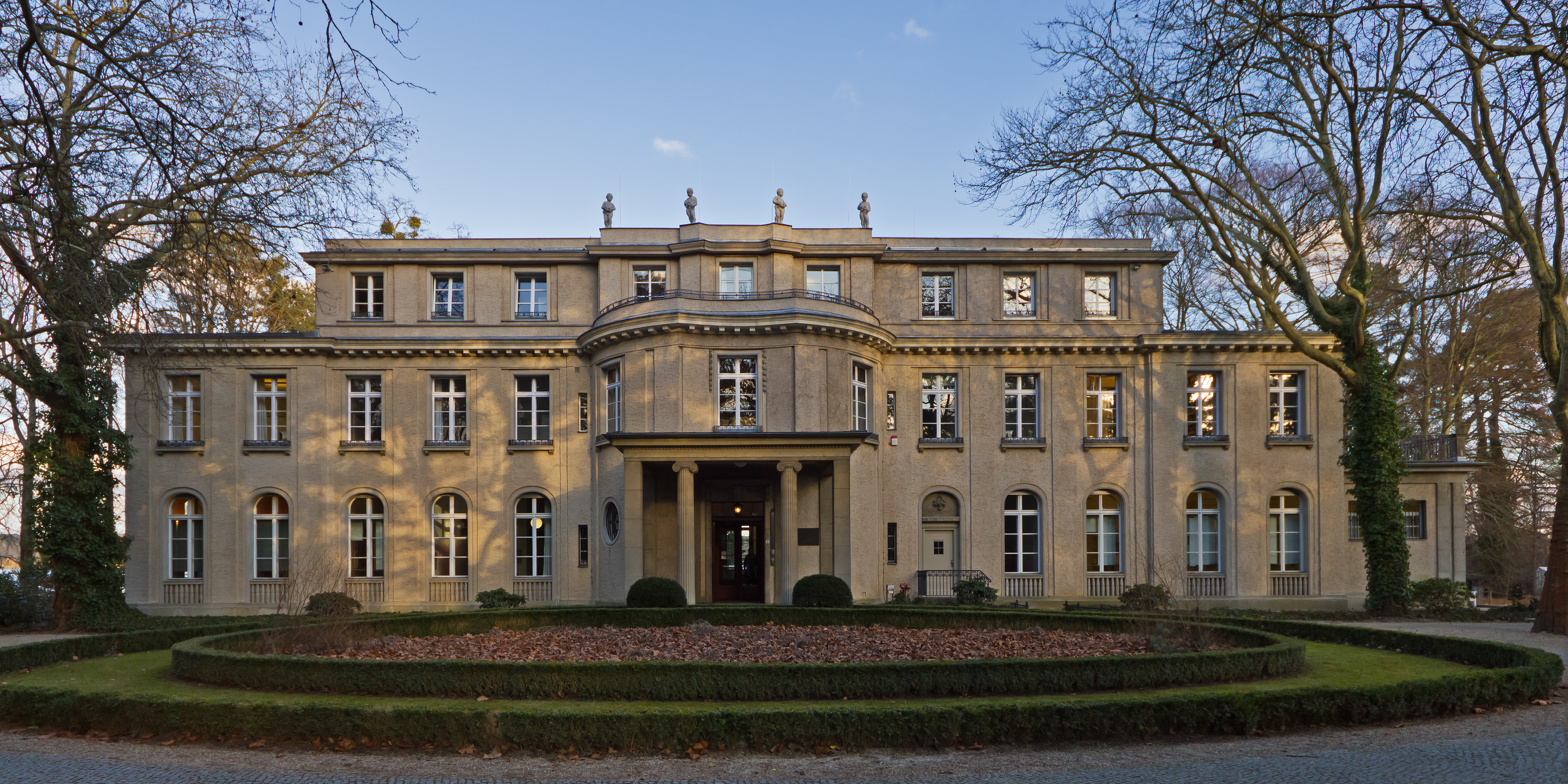
Villan, med adress Am Grossen Wannsee 56–58, där konferensen hölls, är sedan 1992 en minnes- och utbildningsplats.

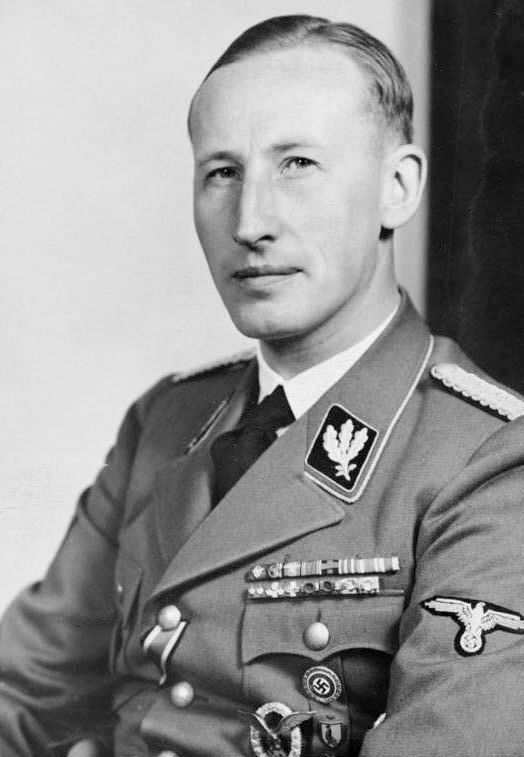
Reinhard Heydrich, chef för Reichssicherheitshauptamt (RSHA), sammankallade och ledde Wannseekonferensen.

Wannseekonferensen var en konferens mellan representanter för NSDAP och SS och som ägde rum den 20 januari 1942 i Wannsee, en förort till Berlin. Konferensen hade sammankallats och leddes av SS-Obergruppenführer Reinhard Heydrich, chef för Nazitysklands säkerhetsministerium, Reichssicherheitshauptamt, och riksprotektor i Böhmen-Mähren. Heydrich ville informera de närvarande att han av riksmarskalk Hermann Göring i juli 1941 hade givits i uppdrag att leda och genomföra "den slutgiltiga lösningen av judefrågan". Heydrich ämnade därtill försäkra sig om de berörda ministeriernas och polisenheternas samtycke och samverkan i genomförandet av den fysiska utrotningen av den judiska befolkningen i Europa.
Konferensens huvudsyfte var inte att fatta beslut om Förintelsen – detta beslut hade redan tagits, då massmordet i de av Nazityskland ockuperade områdena i öst redan påbörjats – utan att organisera och koordinera deportationen och förintandet av den judiska befolkningen. Heydrich presenterade en plan för fördrivning av den judiska befolkningen. De judar, som var i stånd att arbeta, skulle tvångsrekryteras till uppförandet av omfattande vägprojekt i öst. Heydrich räknade med att tvångsarbetarna med tiden skulle dö av utmattning. De judar som bedömdes som arbetsodugliga skulle dödas.  Vid konferensen dryftade de närvarande hur man skulle definiera vem som var jude. Deltagarna diskuterade därvid personer av så kallad blandras samt blandäktenskap, det vill säga äktenskap mellan arier och judar. Bland de närvarande återfanns nio höga statstjänstemän från olika ministerier och sex höga företrädare för SS och Gestapo; åtta av deltagarna var promoverade jurister. Protokollförare var Adolf Eichmann, RSHA:s sakkunnige i judiska frågor.
Operation Barbarossa, Nazitysklands fälttåg mot Sovjetunionen, som inleddes den 22 juni 1941, blev efter de inledande månadernas blixtkrig dock inte den framgång som Adolf Hitler och den tyska krigsmakten hade hoppats på, och år 1942 började Röda armén att på allvar driva tillbaka de tyska arméerna. Detta ledde till att de tyska byggprojekten successivt fick överges, och att judarna istället direkt sändes till koncentrations- och förintelseläger, belägna i den av Nazityskland annekterade delen av Polen samt i Generalguvernementet. 
Byggnaden, i vilken konferensen hölls, hyser sedan 1992 ett museum över Förintelsen.

## Bakgrund

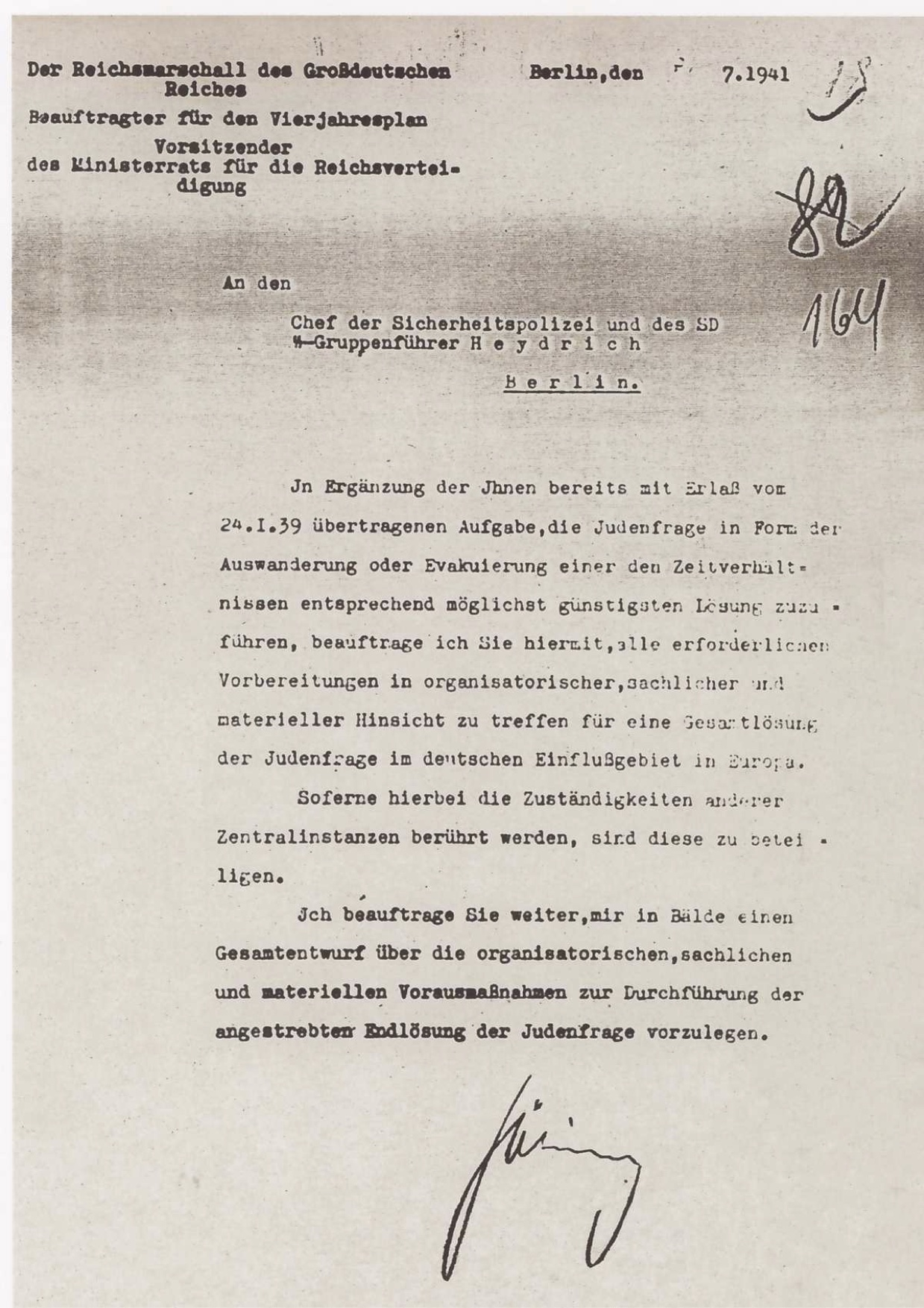
Hermann Görings skriftliga uppdrag åt Reinhard Heydrich.

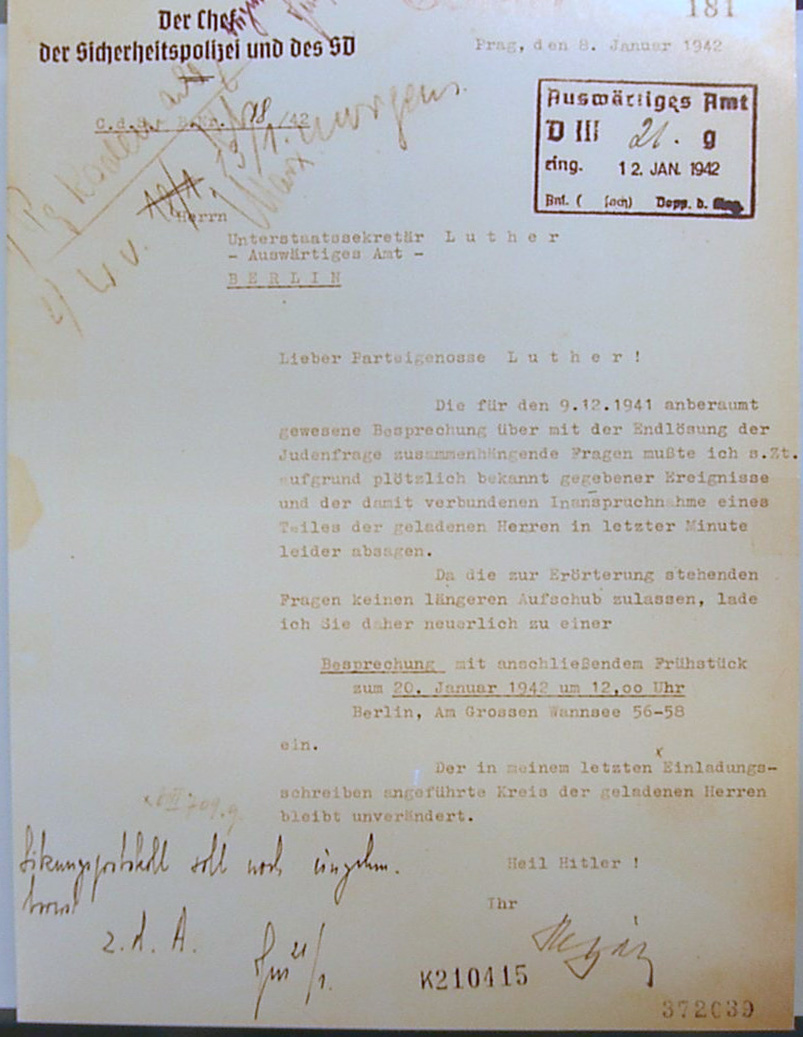
Inbjudan till understatssekreterare Martin Luther, daterad den 8 januari 1942.

Antisemitism var en av den nazistiska ideologins grundpelare. I Mein Kampf framför Adolf Hitler tesen om "den judiska faran", vilket innebär att det existerar en förment judisk konspiration att vinna världsherravälde. Enligt Hitler sökte judarna underminera Tyskland politiskt och ekonomiskt genom den internationella bolsjevismen och det internationella finansväsendet. I tidningen Der Nationalsozialist beskrev Hitler judarna som "världens pest" och att Tysklands framtida rashygien äventyrades om denna "pest" inte utrotades.
Den 30 januari 1939 höll Hitler ett tal i den tyska riksdagen, i vilket han för första gången offentligt förkunnade "den judiska rasens förintande i Europa":
| ”                                    | Om den internationella finansjudendomen inom och utom Europa skulle lyckas att än en gång störta folken in i ett världskrig, så blir resultatet inte en bolsjevisering av världen och därmed judendomens seger, utan ett förintande av den judiska rasen i Europa. | „ |
| – Adolf Hitler, den 30 januari 1939. | |   |

Nära tre år senare berörde propagandaminister Joseph Goebbels samma ämne i en artikel i den nazistiska veckotidningen Das Reich:
| ”                                                   | Vi upplever i dessa dagar hur denna profetia besannas och hur därvid för judendomen fullbordas ett öde som visserligen är hårt men mer än välförtjänt. Medlidande eller beklaganden är i detta fall helt och hållet malplacerat. | „ |
| – Joseph Goebbels, Das Reich, den 16 november 1941. | |   |

Den 22 juni 1941 hade Tyskland inlett Operation Barbarossa, fälttåget mot Sovjetunionen, och den tyska blixtkrigstaktiken var mycket framgångsrik under de första månaderna. Hitler, Goebbels och andra personer inom det nazistiska ledarskiktet gav uttryck för stor optimism. Hitler räknade med att västra Sovjetunionen inom kort skulle falla under tysk kontroll. Den 16 juli 1941 höll han ett tal inför ministrar och militärer, bland andra Hermann Göring, Martin Bormann och Wilhelm Keitel, och drog upp linjerna för administrationen av de sovjetiska territorierna. Judendom och bolsjevism hade inte någon plats i det nya stortyska riket. Heinrich Himmler vidtog direkt åtgärder för att förstärka och utöka Einsatzgruppen, vilka redan i juli 1941 hade inlett massmord på judar, partisaner och politiska kommissarier.
Hermann Göring, som var befullmäktigad för fyraårsplanen, gav Reinhard Heydrich den 31 juli 1941 skriftligen i uppdrag att ombesörja alla nödvändiga förberedelser beträffande organisatoriska, praktiska och ekonomiska aspekter beträffande en övergripande lösning (Gesamtlösung) av den judiska frågan inom den tyska inflytandesfären i Europa. Göring uppdrog även åt Heydrich att samordna samarbetet mellan berörda myndigheter och departement samt att sammanställa ett allomfattande utkast till en plan för den slutgiltiga lösningen av judefrågan. Görings order till Heydrich tillkom en dryg månad efter igångsättandet av Operation Barbarossa, (Nazitysklands invasion av Sovjetunionen) den 22 juni 1941. Dokumentet nämner inte termen "massmord", men de mobila insatsstyrkorna, Einsatzgruppen, hade vid tillfället för Görings order redan inlett mord på bland andra judar i stor skala.
I november 1941 motade Röda armén de tyska styrkorna utanför Moskva och i början av december stoppades de tyska framryckningarna. Orsakerna till detta var bland annat att de tyska soldaternas kläder och de militära fordonen inte var anpassade för den stränga kölden i slutet av 1941.
Adolf Hitler höll den 12 december 1941 i rikskansliet i Berlin ett tal för en grupp riks- och gauledare. Då mötet hölls i Hitlers privata rum i rikskansliet, existerar det inte något officiellt dokument från mötet, men Joseph Goebbels noterade följande i sin dagbok:
| ”                                        | Vad den judiska frågan beträffar är führern beredd att göra rent hus. Han förutspådde att om judarna en gång till lyckades åstadkomma ett världskrig så skulle de få uppleva sin egen utplåning. Detta var inte en tom fras. Världskriget är här och förintelsen av judarna måste bli dess nödvändiga konsekvens. Den frågan måste man se på utan sentimentalitet. | „ |
| – Joseph Goebbels, den 13 december 1941. | |   |

Det råder bland historiker oenighet om tidpunkten när Adolf Hitler och den nazistiska ledningen formellt tog beslutet om judarnas fysiska utrotning. En del historiker, bland andra Christian Gerlach, hävdar att beslutet att utföra en allomfattande fysisk förintelse av Europas judar fattades i och med Hitlers tal den 12 december 1941. Andra historiker, till exempel Christopher Browning, tidigarelägger beslutet och menar att det togs redan i oktober 1941.

## Nazitysklands antijudiska politik 1933–1941
Den 30 januari 1933 utsågs Adolf Hitler till tysk rikskansler och med tiden utsattes Tysklands judiska befolkning för ekonomisk exploatering, påtvingad emigration, förföljelse och fördrivning. I samband med den sjunde partidagen i Nürnberg den 15 september 1935 antog den tyska riksdagen de så kallade Nürnberglagarna, vilka inskränkte judarnas medborgerliga rättigheter. Det var av största vikt att skydda det germanska blodets renhet, och i enlighet med detta förbjöd lagarna giftermål mellan judar och arier. Även utomäktenskapligt sexuellt umgänge mellan judar och arier förbjöds. Lagarna definierade vem som skulle anses vara riksmedborgare; endast personer av germanskt blod eller besläktat blod kan åtnjuta riksmedborgarskap.
I slutet av oktober 1938 utvisades 15 000 polska judar från Tyskland till den polska gränsen. De polska myndigheterna vägrade dock att ta emot dessa. Bland dessa befann sig den i Paris bosatte 17-årige Herschel Grynszpans föräldrar, och frustrerad över sina föräldrars situation besökte Grynszpan den tyska ambassaden i Paris. Där sårade han dödligt legationssekreteraren Ernst vom Rath; mordet utlöste en våg av terror mot judar och förstörelse av judisk egendom i Tyskland, den så kallade Kristallnatten. Denna omfattande pogrom var den dittills värsta våldshandlingen mot judarna i Nazityskland.
I och med angreppet mot Polen i september 1939 radikaliserades den antijudiska politiken och en särskild insatsstyrka, Einsatzgruppe z.b.V., under Udo von Woyrsch hade vid årets slut arkebuserat 7 000 judar. Flera militära befälhavare, bland andra Johannes Blaskowitz, riktade skarp kritik mot detta massmord.
Från och med den 22 juni 1941 opererade i Sovjetunionen fyra Einsatzgruppen i kölvattnet på de tyska arméerna. Tillsammans med Ordnungspolizei arkebuserade Einsatzgruppen judar, politruker och partisaner i mycket stor mängd. Ansvariga för massmordet på judar på ockuperat sovjetiskt territorium var bland andra Hans-Adolf Prützmann, Erich von dem Bach-Zelewski och Friedrich Jeckeln. I slutet av september 1941 mördades Kievs judiska befolkning på 33 771 personer.
Genom en polisförordning av den 1 september 1941 blev det obligatoriskt för judar över sex års ålder att som kännetecken bära en sexuddig gul stjärna väl synlig på vänster bröstsida på klädesplagget.
I de överbefolkade gettona, till exempel Łódź getto, avled judar dagligen till följd av undernäring, infektionssjukdomar och fysiskt våld. I september och oktober 1941 deporterades cirka 20 000 judar och 5 000 romer till Łódź getto. Den 23 oktober 1941 förbjöd Himmler, på Hitlers order, all judisk utvandring från Tyskland. I slutet av november transporterades drygt 1 000 tyska judar till Riga i Lettland. Under två dagar, den 30 november och den 8 december, sköts dessa ihjäl i Rumbula-skogen tillsammans med drygt 24 000 judar från Rigas getto.
Det första koncentrationslägret, Dachau, uppfördes i mars 1933; Auschwitz inrättades 1940, och i november 1941 började SS att anlägga förintelselägret i Bełżec. I december inleddes massmordet i förintelselägret i Chełmno med gasvagnar. Även de fyra Einsatzgruppen försågs med gasvagnar. Innan Wannseekonferensen ägde rum hade nazisterna mördat drygt 900 000 tyska, polska och ryska judar.

## Planering och förberedelser
Wannseekonferensen skulle ursprungligen ha hållits den 9 december 1941. Genom Adolf Eichmanns försorg skickades inbjudningarna ut den 29 november. Bifogat med själva inbjudan var en kopia av det skriftliga bemyndigande Heydrich hade erhållit från Hermann Göring den 31 juli 1941. Enligt Heydrich var konferensen av mycket stor vikt, då judar kontinuerligt hade deporterats från Tyskland och Böhmen-Mähren sedan den 15 oktober och situationen på judarnas nya uppehållsorter var ohållbar, särskilt i Generalguvernementet. Det var, hävdade Heydrich hög tid, att få till stånd en bred överenskommelse om "judefrågan" och hur den praktiskt skulle genomföras. Då beslutet om judarnas fysiska utrotning redan hade fattats, av Hitler och Himmler, gällde mötet hur beslutet skulle verkställas. Därför bjöd Heydrich in bland annat statssekreterare, det vill säga administratörer på chefsnivå, och inte ministrarna för de beröra departementen. Beträffande utrikesministeriet valde Heydrich att bjuda in understatssekreterare Martin Luther istället för dennes överordnade, statssekreterare Ernst von Weizsäcker; Heydrich anade att Luther skulle vara mera flexibel än den, som Heydrich ansåg, omedgörlige von Weizsäcker. Eichmann, som var chef för RSHA:s byrå IV:B4, judeangelägenheter och deportationsfrågor, försåg inför mötet Heydrich med dokument om den antijudiska lagstiftningen och statistik beträffande judisk utvandring från Tyskland.
Den 5 december 1941 inledde Röda armén sin motoffensiv utanför Moskva, och Hitler och hans generaler insåg tydligt att kriget i öst skulle dra ut på tiden. Två dagar senare, den 7 december, anföll japanska flottans stridsflyg utan förvarning den amerikanska marinbasen i Pearl Harbor och tillfogade den amerikanska Stillahavsflottan stor skada. Hitler hade inte räknat med Japans anfall, och tillkännagav den 11 december, i enlighet med antikominternpakten, Tysklands krigsförklaring mot USA. Konflikten hade nu utvecklats till ett världskrig och Tyskland var involverat i krigshandlingar på flera fronter. Det förändrade världspolitiska läget innebar att Heydrich tvingades att med mycket kort varsel ställa in mötet den 9 december. Den 8 januari 1942 informerade Heydrich de inbjudna att mötet i Wannsee skulle äga rum den 20 januari.

## Konferensen
Konferensen, senare benämnd Wannseekonferensen, hölls den 20 januari 1942 i en villa med adressen Am Grossen Wannsee 56–58 i Wannsee, en stadsdel i utkanten av Berlin. Byggnaden, uppförd 1914–1915, införskaffades av SS 1940 och nyttjades som gästbostad och konferenscentrum för SD. Vid konferensen förde Heydrich ordet och Eichmann var ansvarig för protokollförandet. Åtta av de närvarande innehade doktorsgrad i juridik. Konferensen varade i ungefär en och en halv timme.

### Förteckning över deltagare
| Namn                                       | Fotografi | Befattning | Organisation                                  | Överordnad                                                      |
| ------------------------------------------ | --------- | --- | --------------------------------------------- | --------------------------------------------------------------- |
| SS-Obergruppenführer Reinhard Heydrich     |           | Chef för Reichssicherheitshauptamt Ställföreträdande riksprotektor för Böhmen-Mähren Ordförande vid konferensen                     | Schutzstaffel                                 | Reichsführer-SS Heinrich Himmler                                |
| Dr. Joseph Bühler                          |           | Statssekreterare | Generalguvernementet                          | Generalguvernör Hans Frank                                      |
| Dr. Roland Freisler                        |           | Statssekreterare | Justitieministeriet                           | Riksjustitieminister Franz Schlegelberger                       |
| SS-Gruppenführer Otto Hofmann              |           | Chef för Centralbyrån för ras och bosättning (RuSHA)                                                                                | Schutzstaffel                                 | Reichsführer-SS Heinrich Himmler                                |
| SS-Oberführer Dr. Gerhard Klopfer          |           | Departementsråd | NSDAP:s partikansli                           | Chefen för NSDAP:s partikansli Martin Bormann                   |
| Friedrich Wilhelm Kritzinger               |           | Departementsråd | Rikskansliet                                  | Chefen för rikskansliet Hans Heinrich Lammers                   |
| SS-Sturmbannführer Dr. Rudolf Lange        |           | Befälhavare för Sipo och SD i generaldistriktet Lettland Ställföreträdande befälhavare för Sipo och SD i Reichskommissariat Ostland | Sipo och SD, RSHA, Schutzstaffel              | SS-Brigadeführer och Generalmajor der Polizei Walter Stahlecker |
| Dr. Georg Leibbrandt                       |           | Reichsamtsleiter | Riksministeriet för de ockuperade östområdena | Riksministern för de ockuperade östområdena Alfred Rosenberg    |
| Martin Luther                              |           | Understatssekreterare | Riksutrikesministeriet                        | Riksutrikesminister Joachim von Ribbentrop                      |
| Dr. Alfred Meyer                           |           | Gauleiter för Westfalen-Nord Statssekreterare och ställföreträdande riksminister                                                    | Riksministeriet för de ockuperade östområdena | Riksministern för de ockuperade östområdena Alfred Rosenberg    |
| SS-Gruppenführer Heinrich Müller           |           | Chef för byrå IV (Gestapo) inom RSHA                                                                                                | RSHA, Schutzstaffel                           | Chefen för RSHA SS-Obergruppenführer Reinhard Heydrich          |
| Erich Neumann                              |           | Statssekreterare | Kontoret för fyraårsplanen                    | Befullmäktigad för fyraårsplanen Hermann Göring                 |
| SS-Oberführer Dr. Karl Eberhard Schöngarth |           | Befälhavare för Sipo och SD i Generalguvernementet                                                                                  | Sipo och SD, RSHA, Schutzstaffel              | Chefen för RSHA SS-Obergruppenführer Reinhard Heydrich          |
| Dr. Wilhelm Stuckart                       |           | Statssekreterare | Riksinrikesministeriet                        | Riksinrikesminister Wilhelm Frick                               |
| SS-Obersturmbannführer Adolf Eichmann      |           | Chef för byrå IV B4 inom Gestapo Protokollförare vid konferensen                                                                    | Gestapo, RSHA, Schutzstaffel                  | Chefen för byrå IV SS-Gruppenführer Heinrich Müller             |

Heydrich inledde konferensen med att fastslå att han av Hermann Göring givits i uppdrag att leda och genomföra "den slutgiltiga lösningen av judefrågan". Därefter gav han en redogörelse för de antijudiska åtgärder som vidtagits av Nazityskland sedan Adolf Hitlers maktövertagande i slutet av januari 1933. Dessa åtgärder summerades i två punkter: 1) Uteslutningen av judarna från det tyska samhällslivet och 2) utvisningen av judarna från det tyska folkets livsrum. Heydrich upplyste konferensdeltagarna om att det fram till oktober 1941 hade emigrerat eller avhysts 537 000 tyska och österrikiska judar.
Fortsättningsvis förklarade Heydrich för deltagarna att han förväntade deras samtycke och samarbete i den kommande behandlingen av judefrågan. Heydrich presenterade en sammanställning av antalet judar som skulle komma att omfattas av evakuering till öst. Drygt 11 miljoner judar, från norr till söder och från väster till öster, skulle beröras av Nazitysklands raspolitik. Listan över Europas judiska befolkning hade sammanställts av Eichmann och han hade delat in staterna i två grupper: A och B. Grupp A syftar på länder under tysk kontroll eller ockupation (eller partiell ockupation); grupp B syftar på Tysklands allierade, neutrala och länder i krig mot Tyskland. Estland benämns som "judenfrei" ("judefritt").
A.
- Altreich [Tyskland]: 131 800
- Ostmark [Österrike]: 43 700

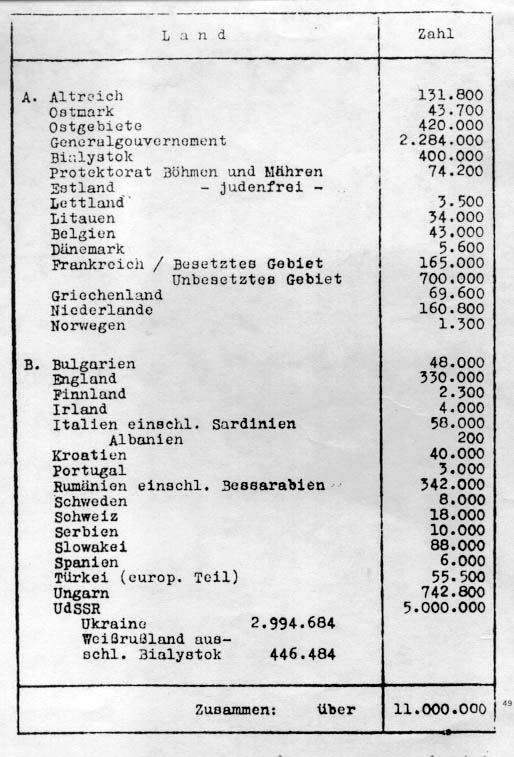
Förteckning upprättad av Eichmann inför konferensen.

- De östra territorierna [polska områden annekterade av Tyskland]: 420 000
- Generalguvernementet [polska områden ockuperade av Tyskland]: 2 284 000
- Bialystok [distrikt i östra Polen, under tysk civilförvaltning]: 400 000
- Riksprotektoratet Böhmen-Mähren: 74 200
- Estland: judefritt
- Lettland: 3 500
- Litauen: 34 000
- Belgien: 43 000
- Danmark: 5 600
- Frankrike/ockuperat territorium: 165 000
  - Vichyfrankrike: 700 000
- Grekland: 69 600
- Nederländerna: 160 800
- Norge: 1 300

B.
- Bulgarien: 48 000
- England [d.v.s. Storbritannien]: 330 000
- Finland: 2 300
- Irland: 4 000
- Italien inklusive Sardinien: 58 000
- Albanien: 200
- Kroatien: 40 000
- Portugal: 3 000
- Rumänien inklusive Bessarabien: 342 000
- Sverige: 8 000
- Schweiz: 18 000
- Serbien: 10 000
- Slovakien: 88 000
- Spanien: 6 000
- Turkiet (europeiska delen): 55 500
- Ungern: 742 800
- Sovjetunionen: 5 000 000 [inklusive:]
  - Vitryssland exklusive Bialystok: 446 484
  - Ukraina: 2 994 684

Totalt: över 11 000 000
Enligt protokollet från konferensen föranstaltas att de uppräknade judiska befolkningsgrupperna under organiserade former skall rekryteras för hårt fysiskt arbete i öst, särskilt vid omfattande vägprojekt i Vitryssland och Ukraina, varvid ett stort antal kommer att duka under genom utmattning. Heydrich förväntade sig att judar skulle förintas genom naturlig decimering. De arbetsodugliga judarna skulle utan urskillning elimineras, det vill säga dödas, i förintelseläger i öst. Judar över 65 års ålder samt krigsveteraner som tilldelats järnkorset skulle transporteras till ett så kallat åldringsgetto i Theresienstadt. Det övergripande syftet med "den slutgiltiga lösningen" var att förinta Europas judiska befolkning.
När det gällde personer som, enligt nazistisk rasideologi, var halv- eller kvartsjude, framstod förfarandet mera komplicerat. Detta var även fallet med judar som var gifta med icke-judar. Heydrich deklarerade, att så kallade Mischlinge, en pejorativ benämning på personer av blandras (personer med minst en judisk mor- eller farförälder), skulle behandlas som judar. Mischlinge, som var gifta med en icke-jude och i detta äktenskap hade barn, skulle undantas från denna regel. Även Mischlinge med skriftlig försäkran från NSDAP:s och den tyska statens högsta ledning skulle undantas. Dessa personer skulle undgå deportation och istället undergå sterilisering.
Heydrich talade i ungefär en timme; därefter följde 30 minuter för frågor och diskussion. Wilhelm Stuckart, som företrädde inrikesministeriet och som hade varit involverad i utformandet av Nürnberglagarna, menade att det detaljerade förslaget angående Mischlinge i praktiken var ogenomförbart. Det kunde ge upphov till godtyckliga bedömningar. Stuckart förordade att halvjudar skulle tvångssteriliseras istället för att deporteras. Otto Hofmann, som var chef för RuSHA, föreslog att halvjudar skulle få välja mellan deportation och sterilisering. Dessa spörsmål löstes inte vid konferensen i Wannsee, utan beslut sköts upp till senare konferenser. Erich Neumann, Görings representant, bad att judar, som kunde sysselsättas inom den tyska krigsindustrin, inte skulle deporteras förrän de bedömdes som arbetsodugliga. Heydrich instämde med Neumann. Joseph Bühler, statssekreterare i Generalguvernementet och Hans Franks ställföreträdare, yrkade på att "den slutgiltiga lösningen" skulle inledas i Generalguvernementet, som hade ett välutbyggt väg- och järnvägsnät. Han anförde också som skäl att lejonparten av de judar som befann sig i Generalguvernementet var oförmögna att arbeta. Under slutet av diskussionen dryftades olika mordmetoder, och Eichmann och Müller upplyste de närvarande om de gasningar som hade utförts i och med Aktion T4, Nazitysklands "eutanasiprogram". Heydrich instruerade Eichmann att denna del av diskussionen inte skulle protokollföras. Under sin rättegång i Jerusalem 1961 vittnade Eichmann om att Heydrich efter konferensens avslutning hade givit uttryck för stor belåtenhet, och tillsammans med denne och Müller kopplade Eichmann av vid villans öppna spis.
Konferensprotokollet, som genomgick flera bearbetningar innan kopior tillsändes de deltagande parterna, nämner inte termerna "dödande" eller "utrotning". Heydrich gav Eichmann i uppgift att omformulera de alltför oförblommerade formuleringarna till kanslispråk. Även Heydrich redigerade protokollet. Omskrivningarna var emellertid tillräckligt tydliga för att de inblandade inte skulle sväva i tvivelsmål om vad som avsågs. Eichmann uppgav vid sin rättegång i Jerusalem 1961 att det satt ytterligare en person vid konferensbordet – en manlig stenograf. Enligt en historiker rörde det sig sannolikt om Rolf Günther, som var Eichmanns ställföreträdare vid RSHA.

## Senare konferenser
Under Wannseekonferensen hann de närvarande inte ta beslut i samtliga frågor rörande "den slutgiltiga lösningen". Följaktligen hölls två efterföljande konferenser: den 6 mars och den 27 oktober 1942. Vid dessa var de närvarande ämbetsmännen på lägre nivå än de som var sammankallade till Wannseekonferensen. Konferenserna anordnades på Adolf Eichmanns byrå IV:B4 på RSHA:s huvudkontor vid Kurfürstenstraße i Berlin.
Konferensen den 6 mars 1942 inleddes med ett anförande av Franz Rademacher, sakkunnig i judiska frågor vid riksutrikesministeriet. Därefter dryftades Wilhelm Stuckarts förslag vid konferensen i Wannsee. Denne hade föreslagit tvångssterilisering av samtliga Mischlinge av första graden samt tvångsupplösning av samtliga blandäktenskap. Då det inte ansågs rådligt att belasta sjukhusen med ett stort antal steriliseringar under pågående krig beslutade deltagarna att detta företag skulle skjutas upp till efter kriget. Beträffande blandäktenskapens upplösning var deltagarna ängsliga för hur den allmänna opinionen skulle reagera. Man befarade att katolska kyrkan skulle protestera mot upplösningen av äktenskap; därtill fruktade man protestaktioner från den icke-judiska parten i berörda äktenskap. 
Vid konferensen den 27 oktober 1942 diskuterades ånyo upplösandet av blandäktenskap. Beslut fattades att judar i blandäktenskap skulle skiljas från sina makar och deporteras. Mischlinge av första graden skulle jämställas med judar och således drabbas av deportation. Dessa två kategorier inlemmades sålunda i folkmordet.

## Protokollet som historisk källa
Som tidigare nämnts genomgick konferensprotokollet flera revideringar av Eichmann och Heydrich. Av protokollet finns endast en känd kopia bevarad; den som tillsändes Martin Luther efter konferensen. Kopian påträffades 1947 av juristen Robert Kempner, när denne förberedde åtalet för den så kallade Ministerierättegången, en av de efterföljande Nürnbergrättegångarna. Luthers kopia hade undgått förstörelse, då denne efter att 1943 ha konspirerat mot utrikesminister Joachim von Ribbentrop internerades i koncentrationslägret Sachsenhausen. Luther befriades av ryska trupper i maj 1945 och avled kort därefter. Protokollet utgör ett viktigt dokument om nazisternas organisering av Förintelsen. Förintelseförnekare hävdar att protokollet är en förfalskning, då det endast föreligger i en kopia. Historikern Norbert Kampe har dock bevisat protokollets autenticitet.
Protokollets innehåll ådagalägger den nazistiska ledningens avsikt att mörda Europas samtliga judar. Det visar också att den nazistiska statsapparaten samtyckte och var beredd att aktivt samarbeta med SS i genomförandet av folkmordet. När Eichmann stod inför rätta i Jerusalem 1961, förklarade han för rätten att protokollets omskrivningar, till exempel "särskild behandling" och "evakuering", syftade på mord och förintelse.
Wannseekonferensens betydelse har av historiker och forskare tidigare överskattats, då deltagarna ansågs ha beslutat om de europeiska judarnas fysiska förintelse. Beslutet var dock redan fattat och massmordet redan inlett, innan konferensen ägde rum.

## Konferensdeltagarnas öden
Flera av konferensdeltagarna överlevde inte andra världskriget; Heydrich föll i slutet av maj 1942 offer för ett attentat och avled kort därefter; Freisler dödades vid ett bombanfall i Berlin i februari 1945; Lange och Meyer begick självmord under krigets sista månader. Müller försvann spårlöst den 29 april 1945, medan Luther avled i hjärtinfarkt kort efter krigsslutet. Schöngarth och Bühler avrättades 1946 respektive 1948. Kritzinger dog 1947 och Neumann året därpå. Stuckart omkom i en bilolycka 1953. Eichmann lyckades fly till Argentina 1950, men greps 1960 av Mossad-agenter och fördes till Israel. Han ställdes 1961 inför rätta för bland annat folkmord, dömdes till döden och avrättades 1962. Åtalet mot Leibbrandt lades ned 1950 och han levde till 1982. Hofmann frisläpptes 1954 och avled i slutet av 1982. Klopfer frikändes i brist på bevis. Han verkade som skatterådgivare och avled 1987.

## Byggnaden
Villan i Wannsee ritades av den tyske arkitekten Paul Baumgarten och uppfördes mellan 1914 och 1915 för industrimagnaten Ernst Marlier. Marlier sålde 1921 villan till Friedrich Minoux, dåvarande direktör för Stinnes-koncernen. År 1940 köptes villan av Stiftung Nordhav som var knuten till Sicherheitsdienst. I mitten av 1960-talet föreslog historikern Joseph Wulf, som hade överlevt Auschwitz, att villan skulle hysa museum och dokumentationscentrum över Förintelsen. Wulfs intention förblev länge kontroversiell, men 1992 kunde Haus der Wannsee-Konferenz – Gedenk- und Bildungsstätte invigas i villan.
Efter 1945 låg villan i Västberlin och användes som vandrarhem för skolungdomar. 1986 gav Västberlins regering i uppdrag att göra villan till en minnesplats med permanent utställning. 1972 sattes det upp en minnestavla som påminde om konferensen. Efter att tavlan hade stulits sattes det upp en ny tavla 1982 till minnet av konferensen och nationalsocialismens offer. Efter att huset och marken hade skrivits över i stadsdelen Zehlendorfs ägo beslöt Zehlendorfs stadsdelsnämnd 1989 att inrätta minnesplatsen och utställningen.

## Dramatiseringar
- 1984 hade den tyska TV-filmen Die Wannseekonferenz premiär. Filmen är regisserad av Heinz Schirk och dess dialog bygger helt på konferensprotokollet.[49]
- TV-filmen Konspirationen från 2001, regisserad av Frank Pierson, spelades delvis in på plats i Wannsee. Kenneth Branagh gestaltar Heydrich och Stanley Tucci porträtterar Eichmann.
- Wannseekonferensen utgör en del av bakgrundstemat i Robert Harris roman Faderland, utgiven 1992.
- Wannsee 1942 (Die Wannseekonferenz), tysk TV-film från 2022.